# کوه پیکاچو
کوه پیکاچو ((به اسپانیایی: Cerro Picacho) در ضلع غربی استان پاناما در بخش سن کارلوس جای گرفته‌است. در پایه قله یک تالاب سرسبز به نام «لاگونا دو سان کارلوس» وجود دارد.